# Pamber
Pamber – wieś w Anglii, w hrabstwie Hampshire, w dystrykcie Basingstoke and Deane. Leży 35 km na północny wschód od miasta Winchester i 73 km na zachód od Londynu.